# Силла Блэк
Силла Блэк (англ. Cilla Black, урождённая Присцилла Мария Вероника Уайт (англ. Priscilla Maria Veronica White), 27 мая 1943 — 1 августа 2015) — британская певица, актриса и телеведущая.
С 1964 по 1971 годы одиннадцать её синглов занимали высокие позиции в британских чартах, среди них такие хиты, как «Anyone Who Had a Heart» (1964), «You’re My World» (1964) и «Step Inside Love» (1968). При этом сингл «Anyone Who Had a Heart», по мнению журналиста BBC Radio 2, считается самой продаваемой в Великобритании записью 1960-х. Несмотря на большой успех на родине, за её пределами певица была известна мало. В 1970-х Силла Блэк продемонстрировала себя в качестве комедийной актрисы, исполнив главные роли в двух собственных ситкомах на британском телевидении. Помимо этого, начиная с 1980-х годов Блэк выступала ведущей во многих телешоу и передачах, став при этом самой высокооплачиваемой телеведущей в истории британского телевидения.

## Дискография
- Cilla (1965)
- Cilla Sings a Rainbow (1966)
- Sher-oo! (1968)
- Surround Yourself with Cilla (1969)
- Sweet Inspiration (1970)
- Images (1971)
- Day by Day with Cilla (1973)
- In My Life (1974)
- It Makes Me Feel Good (1976)
- Modern Priscilla (1978)
- Especially For You (1980)
- Surprisingly Cilla (1985)
- Cilla's World (1990)
- Through The Years (1993)
- Beginnings: Greatest Hits & New Songs (2003)
- Cilla All Mixed Up (2009)